# Calliptamulus hyalinus
Calliptamulus hyalinus är en insektsart som beskrevs av Boris Petrovich Uvarov 1922. Calliptamulus hyalinus ingår i släktet Calliptamulus och familjen gräshoppor. Inga underarter finns listade i Catalogue of Life.